# Клеопа (Мигаеси)
Епи́скоп Клеопа (в миру Тодор Степанович Мигаеси; род. 25 июля 1977, Острица, Черновицкая область) — архиерей Украинской православной церкви (Московского патриархата), епископ Новоселицкий, викарий Черновицко-Буковинской епархии.
Тезоименитство — 4 (17) января (память апостола от семидесяти Клеопы).

## Биография
Родился 25 июля 1977 года в селе Острица, в Украинской ССР в православной семье румынского происхождения Мигаеси Степана Тодоровича и Марии Дмитриевны. Есть сестра, которая после окончания школы в 1999 году поступила в монастырь.
В 1994 году окончил среднюю школу, после чего поступил в медицинский университет в городе Клуж-Напока (Румыния), на кафедру стоматологии. Закончил обучение в 2001 году.
В 2001 году был принят в братию Банченского Вознесенского монастыря.
4 января 2004 года пострижен в монашество с именем в честь апостола от семидесяти Клеопы митрополитом Черновицким и Буковинским Онуфрием (Березовским).
23 апреля 2005 года рукоположён в сан иеродиакона, а 25 сентября того же года — в сан иеромонаха тем же архиереем.
В 2006 году поступил в Черновицкий православный богословский институт, диплом бакалавра получил 30 июня 2010 года.
9 августа 2016 года возведён в сан архимандрита.
22 февраля 2022 года окончил полный курс Почаевской духовной семинарии заочно.

### Архиерейство
12 мая 2022 года решением Священного синода Украинской православной церкви был избран епископом Новоселицким, викарием Черновицко-Буковинской епархии.
15 мая 2022 за Литургией в храме преподобного Агапита Печерского в Киево-Печерской лавре состоялась его епископская хиротония, которую совершили: митрополит Киевский и всея Украины Онуфрий (Березовский), митрополит Вышгородский и Чернобыльский Павел (Лебедь), митрополит Черновецкий и Буковинский Мелетий (Егоренко), митрополит Бориспольский и Броварский Антоний (Паканич), митрополит Банченский Лонгин (Жар), архиепископ Бучанский Пантелеимон (Бащук), архиепископ Яготинский Серафим (Демьянив), архиепископ Шепетовский и Славутский Евсевий (Дудка), епископ Барышевский Виктор (Коцаба), епископ Белогородский Сильвестр (Стойчев), епископ Ирпенский Лавр (Березовский), епископ Бородянский Марк (Андрюк), епископ Герцаевский Силуан (Чорней).